# Thapsagus pulcher
Thapsagus pulcher là một loài nhện trong họ Linyphiidae.
Loài này thuộc chi Thapsagus. Thapsagus pulcher được Eugène Simon miêu tả năm 1894.